# جورج سامولنکو
جورج سامولنکو (انگلیسی: George Samolenko؛ زادهٔ ۲۰ دسامبر ۱۹۳۰) بازیکن هاکی روی یخ اهل کانادا است.